# Costa (Peru)
Die Costa ist das Tiefland von Peru am Pazifik. Aufgrund des kalten Auftriebwassers des Humboldtstroms fällt kaum Niederschlag. Die Temperaturen liegen im Jahresdurchschnitt bei 18 Grad und damit tiefer als in anderen tropischen Wüsten. Es herrscht eine hohe Luftfeuchtigkeit und es gibt oft Nebel. In den Tälern ist Bewässerungsfeldbau möglich. Man baut dort neben Baumwolle auch Zuckerrohr an. Auf 0,8 Mio. ha Ackerland werden 50 % der landwirtschaftlichen Produktion angebaut. Es gibt einen hohen Verstädterungsgrad und eine hohe Bevölkerungsdichte. Der Anteil der Costa an der Industrieproduktion Perus beträgt 80 %.